# Roudnice
Roudnice (en allemand : Raudnitz) est une commune du district de Hradec Králové, dans la région de Hradec Králové, en République tchèque. Sa population s'élevait à 696 habitants en 2022.

## Géographie
Roudnice se trouve à 7 km au sud-sud-est de Nechanice, à 13 km à l'ouest-sud-ouest de Hradec Králové et à 88 km à l'est-nord-est de Prague.
La commune est limitée par Boharyně et Radostov au nord, par Libčany et Lhota pod Libčany à l'est, par Syrovátka et Dobřenice au sud, et par Kratonohy et Puchlovice à l'ouest.

## Histoire
La première mention écrite de la localité date de 1384.

## Transports
Par la route, Roudnice se trouve à 15 km de Hradec Králové et à 103 km de Prague. 